# Orlogsflag
Orlogsflag er et flag som bruges som nationalitetstegn af et lands sømilitære styrker. For at kunne skille civile fartøjer fra militær, er orlogsflaget i nogle lande forskellig fra koffardiflaget.
I de nordiske lande er orlogsflagene udstyret med split, som i Danmark og Island, eller split og tunge, som i Norge, Finland og Sverige. De skiller sig dermed fra disse landes koffardiflag, som er rektangulære og dermed identiske med nationalflagene. De nordiske landes orlogsflag er identiske med statsflagene, med undtagelse af Finland (hvor statsflaget bærer rigsvåbenet i midten af korset, men ellers er rektangulært som nationalflaget) og Danmark (hvor det røde er i en mørkere rød end normalt; orlogsrødt). Også Estlands orlogsflag har split og tunge, desuden også landets rigsvåben. Tysklands orlogsflag  bærer også rigsvåbenet i midten af flagdugen, men lidt forskudt mod stangen for at virke optisk midterstillet. Brugen af split (og tunge) i orlogsflag er en tradition tilhørende Østersølandene, inklusive de lande udenfor dette område, som en gang hørte under Danmark.
I nogle lande dannes orlogsflaget ved at tilføje enkle symboler, gerne knyttet til søfart eller det sømilitære. Ankeret er et normalt symbol. Kroatiens orlogsflag har korslagte ankre bag rigsvåbenet, men er ellers en kortere udgave af nationalflaget. Egyptens orlogsflag er som nationalflaget, men med tilføjelsen af korslagte ankre i kantonen. Marokkos orlogsflag er som nationalflaget, men med tilføjelsen af kroner i alle fire hjørner. Israels orlogsflag er blåt og har en hvid trekant ved stangen hvor davidsstjernen er placeret, og skiller sig således væsentligt fra landets nationalflag og handelsflag. Italiens orlogsflag har kronet våbenskjold i midten af det hvide felt. 
En egen gruppe orlogsflag kaldes white ensigns og har sit ophav i Storbritanniens orlogsflag, en hvid dug delt af et rødt kors og med unionsflaget i kantonen. Flere af de tidligere britiske kolonier, som Australien, Indien, New Zealand, fører orlogsflag efter dette mønster, dog med nogen variation. Farven på korset kan variere. Eksempelvis er korset i Sydafrikas orlogsflag grønt. Australiens orlogsflag er helt uden kors, ligesom også New Zealands, Papua Ny Guineas og Sri Lankas er. Indiens orlogsflag har desuden landets rigsvåben, Ashoka-søjlen, i midten af det røde kors. Kenyas orlogsflag er uden kors, men har et rødt anker i den fire enden af den hvide flagdug. Også Malaysias orlogsflag er uden kors, men her er der et blåt mærke i den frie ende. Litauen, et land som aldrig har haft tilknytning til Storbritannien, fører også en white ensign som orlogsflag, men her er korset blåt, muligvis med reference til det russiske orlogsflag med et blåt andreaskors.
Nogle lande fører orlogsflag baseret på en tradition separat fra nationalflaget, som Ruslands blå andreaskors på hvid dug. Japans orlogsflag viser den opadstigende sol fra nationalflaget, men med tilføjelsen af stråler. Belgiens orlogsflag skiller sig helt fra nationalflaget: Nationalflagets farver er ordnet som et andreaskors på hvid flagdug, og der er tillagt søforsvarssymboler i to af feltene som dannes af korset. Orlogsflaget for Mauritius er ligeledes helt forskellig fra nationalflaget. Mens nationalflaget er vandret delt i rødt, blåt, gult og grønt, har orlogsflaget lodrette felter i rødt, hvidt og blåt, samt et ankermærke i midten.
Flere lande, som Brasilien, Filippinerne, Indonesien, Iran, Irland, Holland, Portugal, Rumænien, Sydkorea, USA, Canada og Tyrkiet fører samme flag som både nationalflag, koffardiflag og orlogsflag. Andre lande, som Frankrig og Pakistan fører orlogsflag som bare er en forlænget udgave af nationalflaget.

## Orlogsflag
- Albanien
- Algeriet
- Australien
- Antigua og Barbuda
- Bahamas
- Bangladesh
- Barbados
- Belgien
- Bolivia
- Brunei
- Bulgarien
- Burma
- Danmark
- Den Dominikanske Republik
- Egypten
- Estland
- Fiji
- Finland
- Frankrig
- Georgien
- Ghana
- Grenada
- Guyana
- Holland
- Honduras
- Indien
- Island
- Israel
- Italien
- Jamaica
- Japan
- Jordan
- Kasakhstan
- Kenya
- Kina
- Kroatien
- Letland
- Libyen
- Litauen
- Malaysia
- Marokko
- Mauritius
- Montenegro
- New Zealand
- Nigeria
- Norge
- Oman
- Pakistan
- Papua Ny Guinea
- Polen
- Rusland
- Saint Kitts og Nevis
- Salomonøerne
- Saudi-Arabien
- Serbien
- Sierra Leone
- Singapore
- Spanien
- Sri Lanka
- Storbritannien
- Sudan
- Sverige
- Sydafrika
- Thailand
- Tonga
- Trinidad og Tobago
- Tyskland
- Ukraine
- Ungarn
- Vanuatu
- Venezuela
- Vietnam